# Hällerstadsjön
Hällerstadsjön är en sjö i Söderköpings kommun i Östergötland och ingår i Söderköpingsåns huvudavrinningsområde. Sjön har en area på 1,47 kvadratkilometer och ligger 47 meter över havet. Sjön avvattnas av vattendraget Storån.

## Delavrinningsområde
Hällerstadsjön ingår i det delavrinningsområde (647983-152010) som SMHI kallar för Utloppet av Hällerstadsjön. Medelhöjden är 62 meter över havet och ytan är 11,12 kvadratkilometer. Räknas de 6 avrinningsområdena uppströms in blir den ackumulerade arean 153,67 kvadratkilometer. Storån som avvattnar avrinningsområdet har biflödesordning 2, vilket innebär att vattnet flödar genom totalt 2 vattendrag innan det når havet efter 19 kilometer. Avrinningsområdet består mestadels av skog (52 procent) och jordbruk (25 procent). Avrinningsområdet har 1,36 kvadratkilometer vattenytor vilket ger det en sjöprocent på 12,2 procent.